# AdBlue

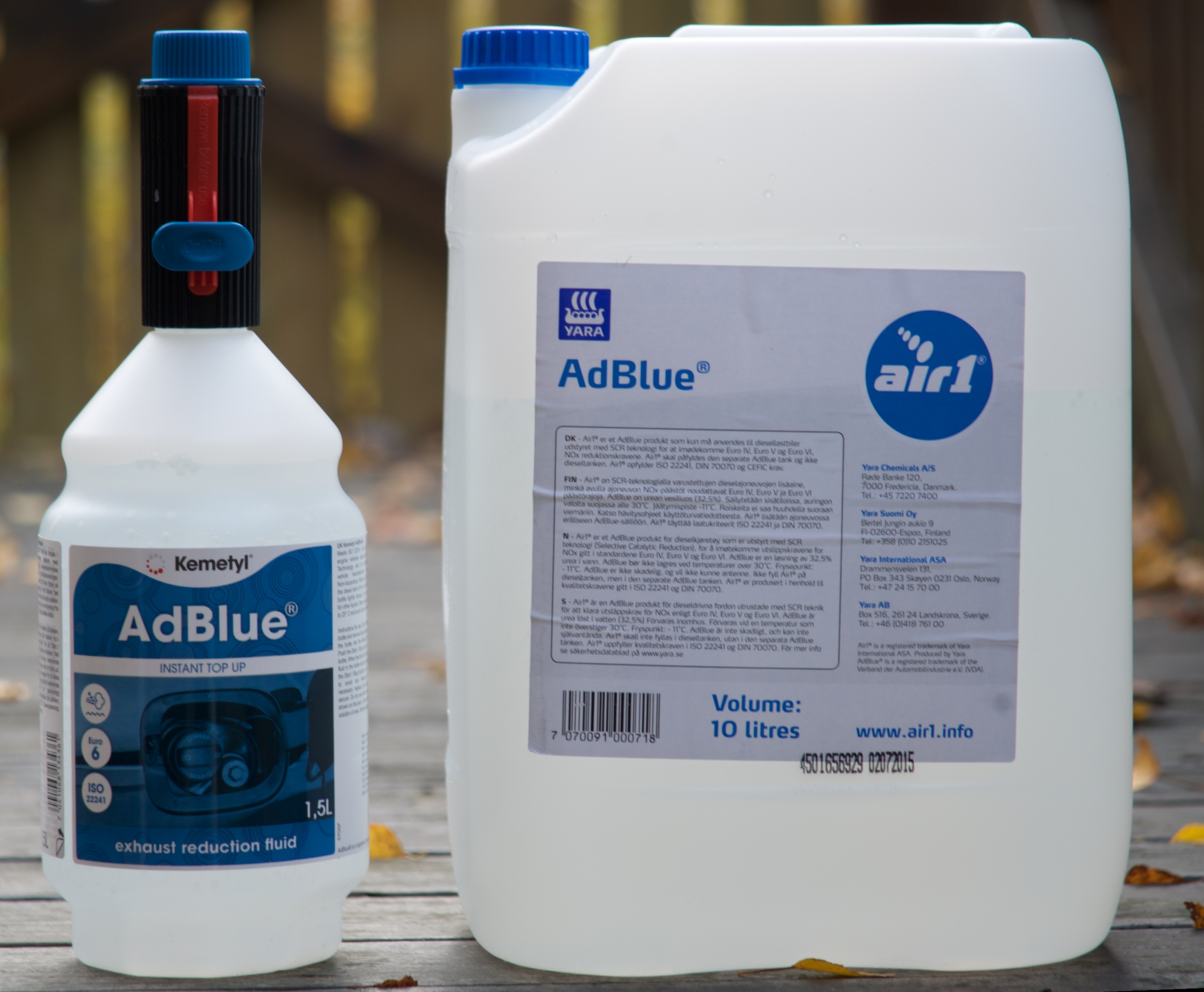
Ёмкости с AdBlue

AdBlue — жидкий реагент, используемый для очистки выхлопных газов дизельных двигателей методом селективной каталитической нейтрализации. Представляет собой водный раствор, состоящий из 32,5 % высокоочищенной мочевины и 67,5 % деминерализованной воды. Реагент AdBlue позволяет снизить содержание оксидов азота (NOx) в выхлопе дизельных двигателей на 90 %. Правами на торговую марку AdBlue владеет Ассоциация автомобильной промышленности Германии (VDA). Требования к реагенту AdBlue определяются международным стандартом ISO 22241 или немецким DIN 70070.
В некоторых странах данный реагент известен как AUS 32 (англ. aqueous urea solution 32), а в Северной Америке как DEF (англ. diesel exhaust fluid).
Реагент AdBlue впрыскивается в выпускной трубопровод и в результате селективной каталитической реакции оксиды азота и аммиак преобразуются в безвредные азот и водяной пар.

## Принцип действия

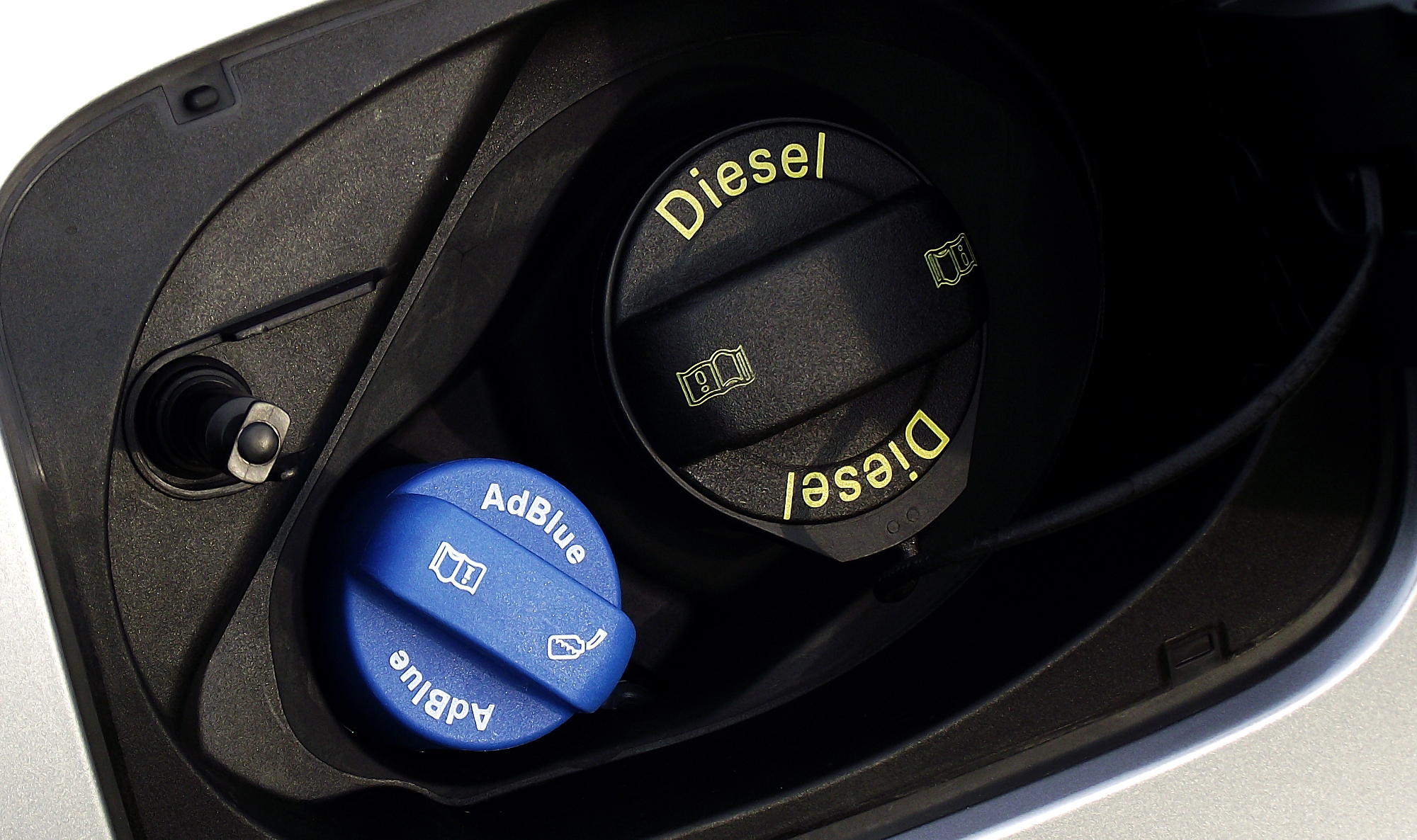
Заправочная горловина AdBlue Audi

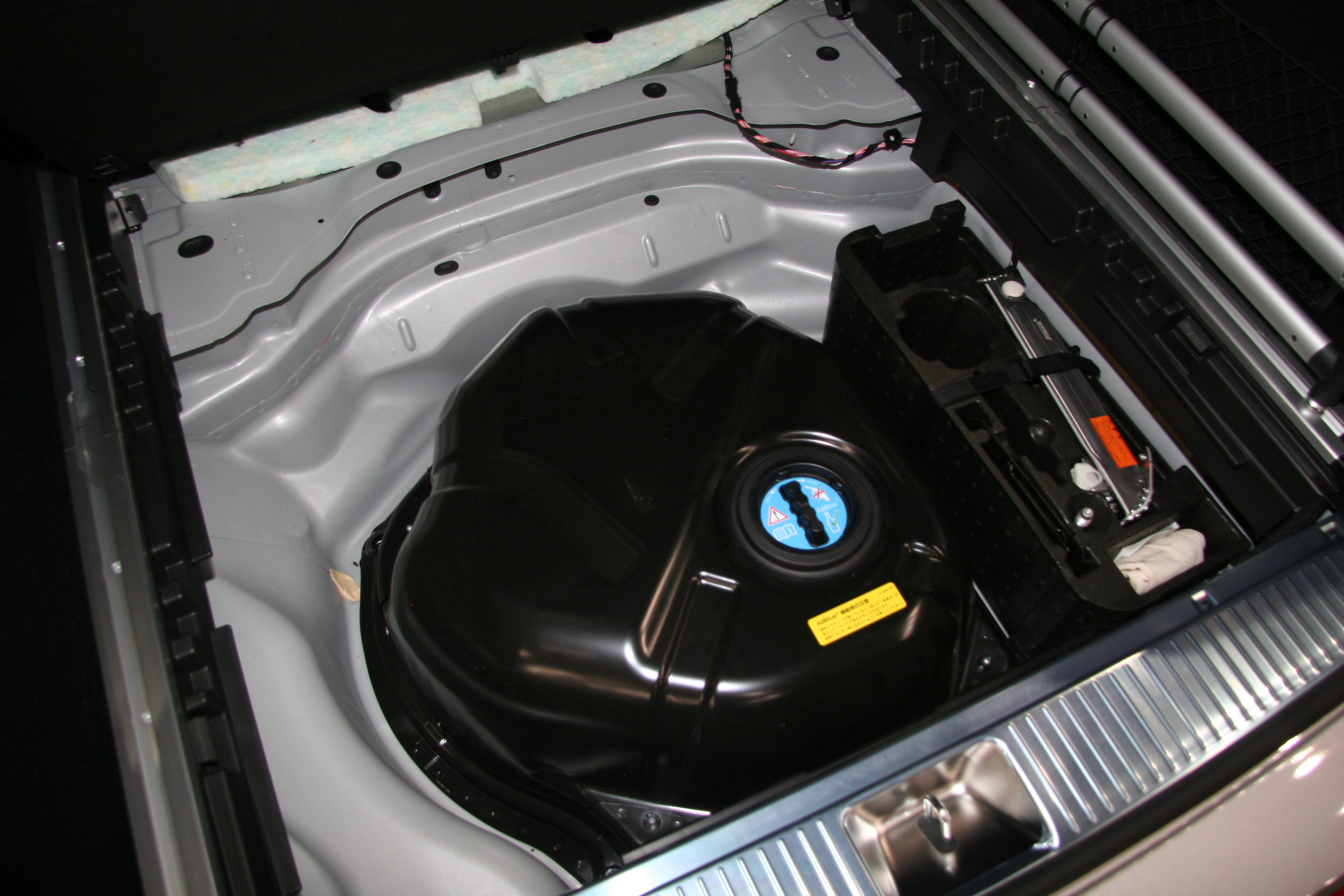
Ёмкость AdBlue автомобиля Мерседес в углублении для запасного колеса

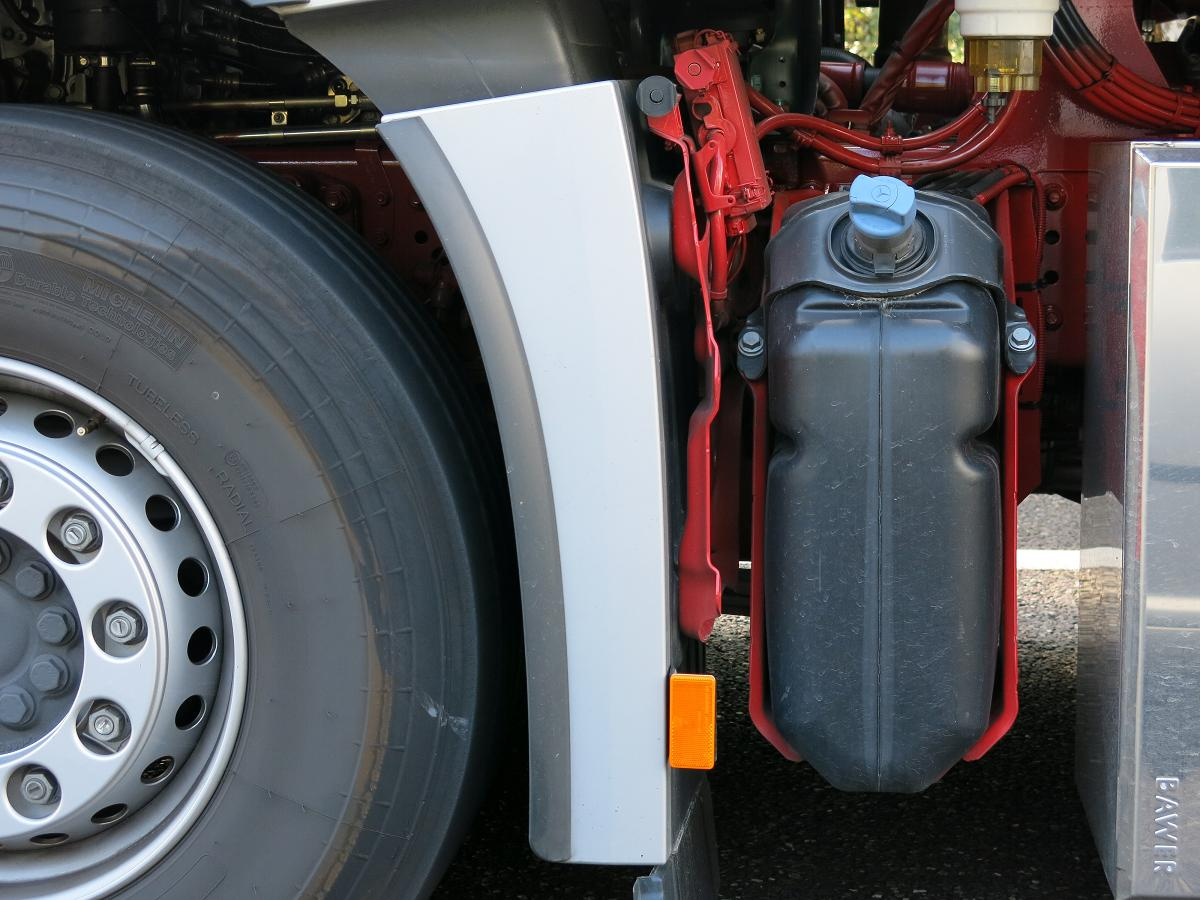
Ёмкость AdBlue грузового автомобиля

Реагент, находящийся в специальном баке, под давлением 4,5 — 8,5 бар (~кг/см2) через инжектор впрыскивается в поток отработавших газов. В результате воздействия горячих газов на раствор (термолиз) мочевина разлагается на аммиак (NH3) и изоциановую кислоту (HNCO). Далее изоциановая кислота в процессе гидролиза разлагается опять на аммиак и углекислый газ (CO2). Полученный таким образом аммиак используется для нейтрализации оксидов азота (NOX) методом селективной каталитической нейтрализации, в результате которой на выходе получаем углекислый газ, азот (N2) и водяной пар. Для снижения показателей окиси азота внутри двигателя дополнительно используется система рециркуляции охлаждённых отработанных газов (EGR).

### Реакции
Термолиз мочевины (AdBlue):
{\displaystyle \mathrm {(NH_{2})_{2}CO\longrightarrow NH_{3}+HNCO} }
Последующий гидролиз:
{\displaystyle \mathrm {HNCO+H_{2}O\longrightarrow NH_{3}+CO_{2}} }
Каталитическая нейтрализация при температуре более 250 °C:
{\displaystyle \mathrm {4NO+4NH_{3}+O_{2}\longrightarrow 4N_{2}+6H_{2}O} }
Каталитическая нейтрализация при температуре от 170 до 300 °C:
{\displaystyle \mathrm {NO+NO_{2}+2NH_{3}\longrightarrow 2N_{2}+3H_{2}O} }

### Свойства
| Свойства реагента AdBlue   | Значение              |
| -------------------------- | --------------------- |
| Содержание мочевины        | 31,8-33,2 % (по весу) |
| Температура кристаллизации | −10 - -11,5 °C        |
| Показатель преломления     | 1,3817-1,3843         |
| Плотность при 20 °C        | 1,087-1,093 г/см³     |

Температура замерзания AdBlue составляет −11,5 °C, поэтому ёмкость, содержащая реагент, оснащается подогревателем. Для опорожнения подводящих патрубков после выключения двигателя используется помпа, включенная в режиме реверса, при этом реагент закачивается обратно в ёмкость хранения. В случае замерзания размороженный реагент сохраняет все свои свойства и пригоден для дальнейшего использования.
Идеальная температура хранения реагента 0 — 10°С, при этом срок хранения составляет 36 месяцев. При температуре в интервале от 20 до 25°С срок хранения сокращается в 2 раза.

### Потребление
Реагент заливается в отдельный бак с синей крышкой. Потребление AdBlue в легковых автомобилях составляет около 5 % от потребления дизельного топлива. В грузовых автомобилях система очистки выхлопа включается на более раннем этапе и поэтому потребление AdBlue составляет около 6 %.

### Производство
Стоимость AdBlue диктуется закупочными ценами на мочевину. Для производства 1 литра мочевины требуется 1 килограмм природного газа. Согласно данным Всемирного банка, цена на мочевину в январе 2016 года составляла около 200 евро за тонну, что соответствует примерно 20 евроцентам за литр AdBlue.
Крупнейшими производителями AdBlue в Европе являются BASF и Yara, в Северной Америке AMI.

## Легковые автомобили, использующие AdBlue
(по состоянию на 2015 год)
- Audi: авто с дизельными двигателями линейки Clean Diesel[3]
- BMW: авто с дизельными двигателями линейки BluePerformance[4]
- Chevrolet Cruze.[5]
- Citroen/Peugeot: авто с дизельными двигателями линейки BlueHDi[6]
- Jaguar: Jaguar XE
- Mazda CX-7
- Mercedes: авто с дизельными двигателями линейки BlueTec[7]
- Opel: Zafira 2.0 CDTI[8]
- Porsche: Cayenne Diesel (только в США)[9]
- VW: авто с дизельными двигателями линейки BlueMotion[10]
- Skoda: Superb 4x4 2,0 TDI
- Toyota: Proace City Verso 1.5 дизель